# Walpersdorf (Gemeinde Martinsberg)
Walpersdorf ist eine Ortschaft und eine Katastralgemeinde der Gemeinde Martinsberg im Bezirk Zwettl in Niederösterreich. Die Ortschaft hat 21 Einwohner (Stand 1. Jänner 2024).

## Geografie
Walpersdorf liegt südlich von Martinsberg am Fuß des Hollerberges (937 m ü. A.) und ist über die Landesstraße L7202 erreichbar. Am 1. April 2020 umfasste die Ortschaft 12 Adressen.

## Geschichte
Der Ort wurde spätestens 1590 zum ersten Mal schriftlich erwähnt. Im Eintrag der Josephinischen Fassion aus Jahre 1786/87 gab es im heutigen Ort 6 Häuser, welche die Hausnummern Walpersdorf 1 bis 6 hatten.
Im Jahr 1822 wurde der Ort als Dorf mit insgesamt sieben Häusern genannt, das nach Martinsberg eingepfarrt war, wohin auch die Kinder eingeschult wurden. Die Herrschaft Gutenbrunn besaß die Ortsobrigkeit, die Herrschaft Pöggstall übte die Landgerichtsbarkeit aus, die Herrschaft Gutenbrunn besorgte die Konskription und hatte die Grundherrschaft inne.
Nach der Entstehung der Ortsgemeinden 1849 wurde der Ort eine Katastralgemeinde der Gemeinde Ulrichschlag.
Laut Adressbuch von Österreich waren im Jahr 1938 in Walpersdorf mehrere Landwirte ansässig.
Im Zuge der Niederösterreichischen Kommunalstrukturverbesserung wurde der Ort durch die Auflösung der Gemeinde Ulrichschlag am 1. Januar 1970 ein Teil der Gemeinde Martinsberg.

## Siedlungsentwicklung
Zum Jahreswechsel 1979/1980 befanden sich in der Katastralgemeinde Walpersdorf insgesamt 15 Bauflächen mit 5.635 m² und 2 Gärten auf 162 m², 1989/1990 gab es 15 Bauflächen. 1999/2000 war die Zahl der Bauflächen auf 39 angewachsen und 2009/2010 bestanden 26 Gebäude auf 37 Bauflächen.

## Bodennutzung
Die Katastralgemeinde ist landwirtschaftlich geprägt. 100 Hektar wurden zum Jahreswechsel 1979/1980 landwirtschaftlich genutzt und 83 Hektar waren forstwirtschaftlich geführte Waldflächen. 1999/2000 wurde auf 100 Hektar Landwirtschaft betrieben und 84 Hektar waren als forstwirtschaftlich genutzte Flächen ausgewiesen. Ende 2018 waren 98 Hektar als landwirtschaftliche Flächen genutzt und Forstwirtschaft wurde auf 84 Hektar betrieben. Die durchschnittliche Bodenklimazahl von Walpersdorf beträgt 22,1 (Stand 2010).